# Alfred Heppener
Alfred Heppener (4 juni 1937) is een Nederlandse acteur.
Oorspronkelijk was hij stuurman bij de Holland-Amerika Lijn, daarna genoot hij een carrière bij IBM Nederland en vervolgens een 3-jarige theateropleiding volgens de methodiek van Michael Tsjechov.

## Theater
- 1998 - Bruidsschat
- 1999 - Kerstavond
- 2001 - Grote reis van Kleermaker Jan
- 2003-heden - Ernst & Bobbie Sinterklaasshow (als Sinterklaas)
- 2006 - Blauwboer
- 2007 - Vogelvlucht
- 2008 - Familiezaak

## Film
- 2011 - Waloheim
- 2012 - Carnivore
- 2013 - Lotgenoten (als Remco Albrecht)
- 2013 - Dubois:The quest for the missing link (als Pastoor)
- 2013 - Smoorverliefd (als Schoonvader Theo)

## Televisie
- 1999 - Goudkust
- 2000 - Goede tijden, slechte tijden
- 2001-2002 - Westenwind, aflevering: Afscheid van het leven; Met andere ogen (als Vincent Langevoort)
- 2003 - Ernst, Bobbie en de rest (als de kasteelheer)
- 2004 - ZOOP, aflevering: Het begin (als Meneer Bosboom)
- 2006 - Ernst, Bobbie en de rest: De grote Sinterklaasshow (als Sinterklaas)
- 2008 - Goede tijden, slechte tijden (als Van Zanten)
- 2009 - S1ngle, aflevering: Een verrassing (als buurman van Fatima)
- 2010 - Flikken Maastricht, aflevering: Vuil spel (als Harry de Fries)
- 2015 - Het kasteel van Sinterklaas & het magische schilderij (als de boevenbaas)
- 2020 - Feltman tv-reclame, thuiswinkelen (als klant/matrastester)